# Cronica Monasterii Canonicorum Regularium (S. Augustini) in Glacz
Die Cronica Monasterii Canonicorum Regularium (S. Augustini) in Glacz (deutsch Chronik des Augustiner-Chorherrenstifts in Glatz) wurde zum größten Teil vom Augustiner-Chorherrn Michael Czacheritz verfasst. Er war von 1456 bis zu seinem Tod 1489 Propst des Augustiner-Chorherrenstifts in Glatz, das zum Erzbistum Prag gehörte. Die Chronik umfasst den Zeitraum seit der Gründung des Stifts 1349 bis zum Anfang des 16. Jahrhunderts.

## Geschichte
Das vor 1349 vom Prager Erzbischof Ernst von Pardubitz gegründete Augustiner-Chorherrenstift „Mons Mariae“ in Glatz, das mit Mönchen aus dem Augustiner-Chorherrenstift Raudnitz besiedelt wurde, erlangte bald überregionale Bedeutung, die es jedoch während der Hussitenkriege verlor. Wegen der notwendigen Reformen wurde 1456 der aus Neisse stammende Augustiner-Chorherr Michael Czacheritz, der vorher Prior des Wiener Dorotheerklosters war, zum Propst in Glatz ernannt. Während seiner Amtszeit verfasste er eine Chronik des Stifts, wobei er anhand älterer Dokumente und mündlicher Überlieferungen auch die vor seiner Amtszeit liegenden Jahre seit der Gründung des Stifts verzeichnete. Als Quellen benutzte er Urkunden, Privilegien, Briefe und andere Schriftstücke. Die Chronik enthält die Lebensbeschreibungen der einzelnen Pröpste seit 1349 einschließlich der Vita des Propstes Michael Czacheritz. Es ist nicht belegt, ob die Fortsetzung der Chronik, die bis zum Jahr 1504 reicht, von seinem direkten Nachfolger oder von einem anderen Autor verfasst wurde. Obwohl sie sich überwiegend der Geschichte des Augustinerstifts widmet, gehört sie zu den wichtigsten Schriften zur Glatzer Geschichte des 14. und 15. Jahrhunderts.
Teile der Chronik, hauptsächlich solche, die sich auf die Regionalgeschichte der Stadt Glatz und des Glatzer Landes beziehen, erschienen in den ersten zwei Bänden der „Geschichtsquellen der Grafschaft Glatz“, deren Herausgeber Franz Volkmer und Wilhelm Hohaus waren. Erst im Jahre 2003 konnte eine komplette Edition vorgelegt werden, die einen textkritischen Apparat enthält. Die Bearbeitung und Herausgabe erfolgte durch den polnischen Mediävisten Wojciech Mrozowicz unter dem Titel „CRONICA MONASTERII CANONICORUM REGULARIUM (S. AUGUSTINI) IN GLACZ“.

## Beschreibung

### Original der Chronik
Das Original der Chronik, das nach dem Zweiten Weltkrieg verschollen war und erst 1980 wiederaufgefunden wurde, befindet sich heute im Staatsarchiv Breslau (Archiwum Państwowe we Wrocławiu) unter der Signatur Rep. 135 D 159.
Es ist ein Papierkodex im Format 15,5 × 10,5 cm und besteht aus 348 Blättern. Der aus dem Ende des 15. Jahrhunderts stammende Einband aus Holz wurde mit Schweinsleder überzogen. Die Chronik besteht aus 684 Seiten, wobei die Seiten 1–639 von Propst Michael und die Seiten 640–680 von dessen Nachfolger bzw. Chronikfortsetzer geschrieben wurden. Von den 639 Seiten, die Propst Michael aufzeichnete, beziehen sich die Seiten 1–104 auf die Jahre 1349 bis zur Übernahme des Propstamtes und die Seiten 105–639 auf Ereignisse und Vorkommnisse aus seiner Amtszeit. Sie erlauben einen Einblick u. a. in die Organisationsstrukturen und die Klosterstatuten sowie die Reform des Klosterlebens, die zur Erneuerung der Kirche seit den Konzilen von Konstanz und Basel angestrebt wurde. Die Chronik befasst sich auch mit liturgischen Fragen und gibt Aufschluss über die Ausstattung des Stifts, der Bibliothek, des Skriptoriums und der Lateinschule. Einen großen Raum nehmen die Beziehungen mit dem Prager Domkapitel sowie den Bischöfen von Breslau und Olmütz ein, sowie die Kontakte zu den Glatzer Weltgeistlichen und Ordenseinrichtungen der Johanniter und Franziskaner; außerdem zu anderen Augustinerstiften, u. a. in Wien, zum Augustiner-Chorherrenstift Prag-Karlshof, Augustiner-Chorherrenstift Sternberg, Breslau, Augustiner-Chorherrenstift Sagan und Krakau sowie dem Benediktinerkloster im unweit gelegenen Braunau. Verzeichnet wurden auch bedeutende Kontakte mit der Stadt Glatz und ihrem Bürgertum sowie ab 1459 mit den Grafen von Glatz, die auf dem oberhalb des Stifts liegenden Schloss residierenden.
Neben der Chronik enthält das Original auch eine Vita des Fundators Ernst/Arnestus von Pardubitz (Vita Arnesti) sowie eine Beschreibung des von ihm erlebten Mirakels in der Glatzer Pfarrkirche Mariä Himmelfahrt. Diesen Teil benutzt der Breslauer Kanoniker Valentin Krautwald 1516 für die von ihm verfasste Vita des Ernst von Pardubitz, mit der dessen Heiligsprechung verfolgt werden wollte, die wegen der Hussitenkriege zum Erliegen gekommen war.
Auf den letzten Seiten der Augustinerchronik befinden sich einige chronologische Notizen und auf losen Blättern Exzerpte aus verschiedenen Quellen zur Geschichte des Stiftes. Die Verzierung besteht lediglich aus drei dekorativen Initialen.

### Abschrift aus dem 17. Jahrhundert
Ende des 17. Jahrhunderts entstand im Glatzer Jesuitenkolleg, das nach der Schlacht am Weißen Berg 1624 die Glatzer Johanniterkommende übernommen hatte, die ihrerseits die Rechtsnachfolgerin des 1597 untergegangenen Augustiner-Chorherrenstifts gewesen war, eine Abschrift der Originalhandschrift der Chronik. Auch diese Chronik ging einige Jahre nach dem Zweiten Weltkrieg verloren, konnte jedoch nach der politischen Wende von 1989 von der Universitätsbibliothek Breslau (Uniwersytet Wrocławski) erworben werden. Dort ist sie unter der Signatur Akc. 1994 KK 198 verzeichnet.
Dieser Kodex ist 22 × 16 cm groß; der Einband aus Pappe ist mit Pergament überzogen. Er entstand während der Amtszeit des Rektors Johannes Miller, der von 1688 bis 1691 amtierte und danach Provinzial der Prager Jesuitenprovinz wurde. An dieser Abschrift, die reich mit Anmerkungen versehen ist, waren sechs Schreiber beteiligt, möglicherweise Schüler des Jesuitenkollegs. Neben der Abschrift der Vita Arnesti enthält sie auch eine Zusammenfassung sowie philologische Anmerkungen.

### Abschrift aus dem 18. Jahrhundert
Auch bei dieser Abschrift handelt es sich um eine vollständige Überlieferung des Originals. Sie wurde um 1785 durch den Breslauer Geschichtsforscher Samuel Benjamin Klose angefertigt. Es ist eine Großfoliohandschrift mit den Maßen 38,5 × 24 cm mit einem Einband aus Pappe, der mit Marmorpapier überzogen ist. Sie besteht aus 347 beschriebenen Seiten, wobei auf einem breiten Rand auch die Anmerkungen abgeschrieben wurden. Es handelt sich um eine genaue Kopie des Originals mit der Vita Arnesti auf den Seiten 1–9, dem Miraculum auf den Seiten 9–11 und der eigentlichen Chronik auf den Seiten 12–232. Auf den folgenden Seiten 333–345 befinden sich Auszüge aus sowie eine Beschreibung der jesuitischen Abschrift. Auf den Seiten 346–347 folgt unter der Überschrift „Nachricht von der Chronica Monasterii Canonicorum Regularium in Glacz“ eine Beschreibung des Originals.

### Zusammenfassung aus dem 18. Jahrhundert
Bei diesem Papierkodex in den Ausmaßen 23,5 × 18,5 cm handelt es sich um eine Zusammenfassung der Stiftschronik durch den Glatzer Heimatforscher und Pfarrer Joseph Kögler, wie es aus der Überschrift ersichtlich ist: „Compendium Chronicorum B.V.M. Canonicorum Regularium S. Augustini alim Glacii existentium [...] per Josephum Koegler Levinensem, Capellanum Rengesdorfensem, anno 1793“. Nach der Vita Arnesti (II–V) folgt das von diesem erlebte Miraculum in der Glatzer Pfarrkirche (V). Auf den anschließenden Seiten 1–42 befinden sich Exzerpte aus der Stiftschronik. Aufbewahrt wird dieser Kodex im Breslauer Diözesanarchiv (Archiwum Archidiecezjalne Wrocław) unter der Signatur Depozyt Ołdrzychowice Kłodzkie (Ullersdorfer Dopot), Kögler 43.